# Bryum punctatum
Bryum punctatum là một loài rêu trong họ Bryaceae. Loài này được Hedw. Turner mô tả khoa học đầu tiên năm 1804.